# Ciriaco di Roma
San Ciriaco di Roma (III secolo – Roma, 16 marzo 306) fu un diacono della Chiesa di Roma; martire per la fede, è venerato come santo dalla Chiesa cattolica.
È considerato uno dei quattordici Santi ausiliatori.

## Agiografia
San Ciriaco di Roma si distingue dagli altri santi di nome Ciriaco per il nome dei compagni che furono uccisi assieme a lui sotto l'imperatore Massimiano. Essi erano: Largo, Memmia, Crescenziano, Giuliana e Smaragdo. Furono decapitati il 16 marzo del 306 sulla Via Salaria.
La tradizione presenta Ciriaco come un ricco romano che convertitosi al Cristianesimo lasciò tutti i suoi beni ai poveri e si mise al servizio della Chiesa. Diventò diacono sotto papa Marcello I. In queste vesti assieme a Sissinnio, Smaragdo e Largo si dedicò all'assistenza dei cristiani e degli schiavi che erano addetti alla costruzione delle terme di Diocleziano. Il gruppo venne scoperto e condannato ai lavori forzati della costruzione delle terme. Nonostante fosse prigioniero ebbe l'opportunità di esorcizzare Artemia, la figlia di Diocleziano, che più tardi si fece anche battezzare. L'imperatore riconoscente liberò Ciriaco e i suoi compagni.
La leggenda racconta che in seguito Ciriaco si recò in Persia dove ebbe modo di operare un analogo prodigio con la figlia del re Sapore, Giovia. Tornò a Roma con i suoi compagni e in una casa, che l'imperatore gli aveva donato, creò un fonte battesimale dove venivano battezzati i molti convertiti. Diocleziano abdicò nel 305, l'altro imperatore Massimiano inasprì le persecuzioni contro i cristiani e fece di nuovo arrestare Ciriaco e i suoi compagni, che vennero giustiziati per decapitazione sulla via Salaria il 16 marzo dell'anno seguente.

## Culto

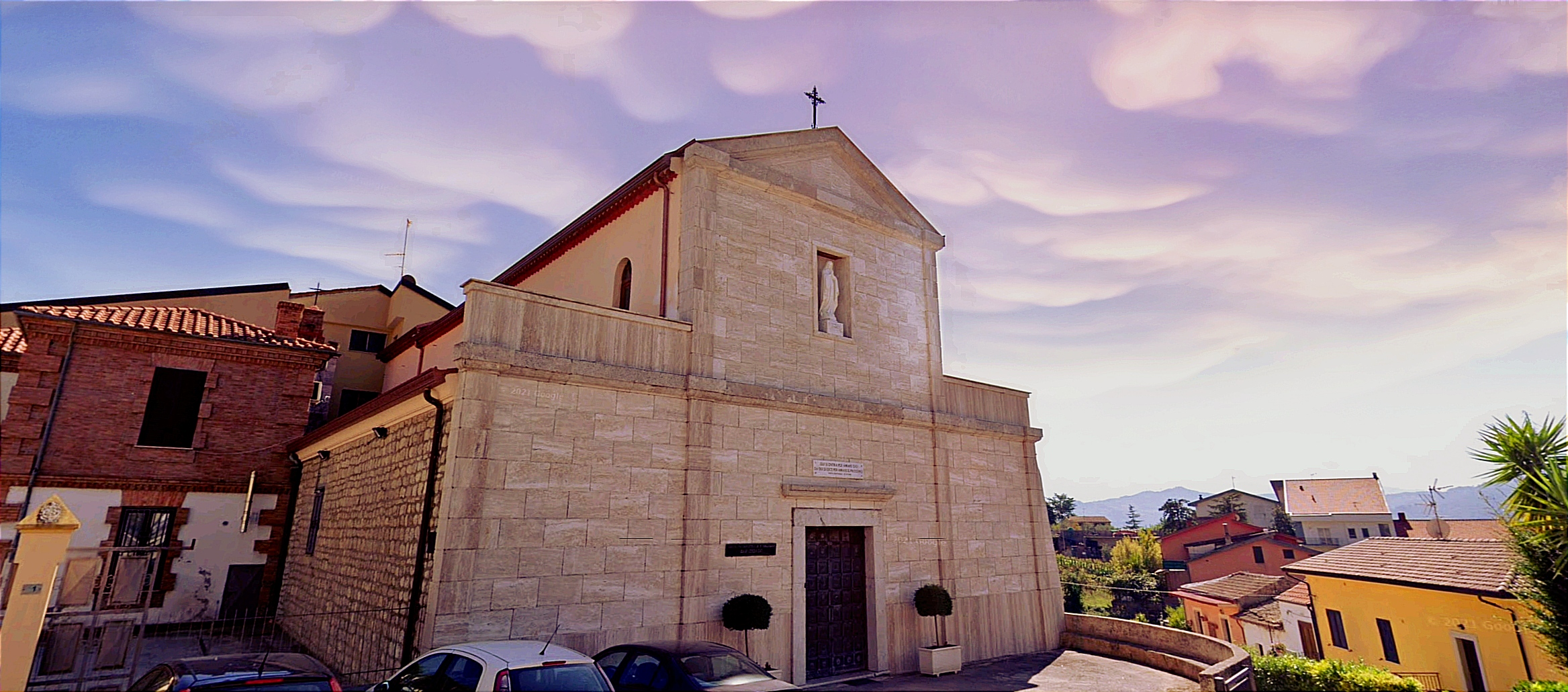
Chiesa parrocchiale di san Ciriaco a Foglianise

La Chiesa cattolica festeggia Ciriaco e i suoi compagni di martirio l'8 agosto, giorno in cui i corpi vennero trasferiti dalla via Salaria al settimo miglio della via Ostiense da papa Marcello I.